# Andrena sedentaria
Andrena sedentaria är en biart som beskrevs av Warncke 1975. Andrena sedentaria ingår i släktet sandbin, och familjen grävbin. Inga underarter finns listade i Catalogue of Life.